# António Mendes Moreira
António Mendes Moreira (Penafiel, 21 de março de 1863 - Sobrado, 28 de junho de 1915) foi abade de Sobrado por 19 anos, presidente da C.M. Valongo por duas vezes, tendo proclamado a Implantação da República no Concelho de Valongo a 10 de outubro de 1910 (ainda que fosse provavelmente defensor da monarquia)

## Biografia
António Mendes Moreira nasceu a 21 de março de 1863 em Penafiel. Era filho de João Mendes Moreira e de Anna Joaquina Ribeiro Magalhães Carvalho.
No ano de 1892 foi colado como abade de Vila Cova de Carros, no concelho de Paredes. Guiou esta paróquia durante apenas 4 anos, quando nos finais de 1896 se tornou abade da freguesia de Santo André de Sobrado. Foi uma das figuras políticas mais importantes do Concelho de Valongo nos momentos finais da Monarquia em Portugal.
Assumiu funções como presidente da Junta de Parochia de Sobrado entre 27 de dezembro de 1896 até 30 de outubro de 1910. Durante este período, o executivo presidido por si, cuidou do património da freguesia e dedicou-se a inúmeras obras, que incluem a reconstrução da sacristia da igreja, o restauro da residência paroquial, o restauro da Casa das Sessões da Junta de Parochia, o arranjo do telhado da igreja, entre outros. Para estas obras conseguiu apoio dos fregueses e apoio do governo do Reino.
Exerceu o cargo de presidente da Câmara Municipal de Valongo por duas vezes, sendo o primeiro mandato entre 1902-1907 e o segundo mandato entre março de 1908 (um mês após o Regicídio em Lisboa) e 11 de outubro de 1910.
Importa destacar que, Mendes Moreira, como presidente da Câmara, marcou presença na inauguração e bênção da nova Igreja Matriz de Campo.
Não é possível indicar, com exactidão, se comungava dos ideais monárquicos. Ainda assim, tendo por base as atas das reuniões presididas por si, seja da Junta de Parochia como da Câmara Municipal, apontam para que o Abade Mendes Moreira partilhasse do amor patriótico e ao Rei. Por ironia do destino, viu-se “obrigado” a proclamar a Implantação da República no Concelho de Valongo, uma vez que era o seu presidente. Este acontecimento decorreu a 10 de outubro de 1910 nos Paços do Concelho. No dia seguinte foi substituído, na presidência da câmara, por Joaquim Maia Aguiar.
O mês revolucionário de outubro não terminaria enquanto que este abade mantivesse funções políticas no concelho. Deste modo, no dia 30 procede-se à transição de poder na Junta de Parochia de Sobrado, onde também é substituído por simpatizantes republicanos.
No ano de 1912, planeou-se uma tentativa de revolta monárquica contra os republicanos. A revolta seria na noite do dia de São Miguel, e teria como epicentro a cidade do Porto. O Abade de Sobrado, sendo uma figura fulcral na política no final da monarquia, viu-se associado a esta revolta porque o Pároco de Ermesinde terá tentado convencer o Abade de Sobrado a tocar os sinos a rebate na igreja, juntar o povo e tomarem (juntamente com as outras paróquias) a câmara municipal de Valongo. A revolta foi dominada pelas forças republicanas e Abade Mendes Moreira acabou expulso da residência paroquial e forçado a viver na casa de um paroquiano amigo, o Sr. José Sezila do Vilar.
Morreu, com 53 anos, na casa do Sr. Sezila a 28 de junho de 1915, tendo sido sepultado no cemitério de Sobrado.
Dedicou quase metade da sua vida a Sobrado e a Valongo, todavia por questões políticas, foi esquecido por estas duas terras. É hora de “reconstruir” o seu legado tal como ele “reconstruiu” o património de Sobrado. Muito devemos a este Reverendo Abade, mas é com orgulho que podemos referir que um Abade de Sobrado também fora Presidente da Câmara de Valongo.